# Graafschap Provence
Het graafschap Provence was een graafschap binnen het West-Frankische, Arelatische, Rooms-Duitse en Franse koninkrijk. Het werd in 1484 onderdeel van het koninkrijk Frankrijk.
Provence genoot een grote onafhankelijkheid, wat zijn oorsprong vond in het feit dat Provence een grensregio was in het Gallië van de Merovingen. De onafhankelijke positie van Provence werd versterkt toen het in 855 een onafhankelijk koninkrijk werd (koninkrijk Provence). Na overdracht van dit koninkrijk aan Rudolf II van Bourgondië ontstond het verenigde koninkrijk Arelat, waarbinnen het graafschap Provence grotendeels onafhankelijk bleef.
Van 1033 tot 1366 was het graafschap Provence deel van het Heilige Roomse Rijk. In de elfde eeuw werd de heerschappij betwist door de graven van Toulouse, die de titel 'markgraaf van Provence' claimden. In de hoge middeleeuwen behoorden de graven van Provence tot de lokale families van Frankische origine, tot het huis van Barcelona, tot het huis Anjou en tot het huis Valois. Uiteindelijk werd het graafschap in 1481 geërfd door koning Lodewijk XI van Frankrijk. In 1484 werd het onder zijn zoon Karel VIII definitief deel van het Franse koninkrijk.

## Geschiedenis

### Ontstaan (927 - 933)
In 905 werd de koning van Provence, Lodewijk, de ogen uitgestoken door Berengarius omwille van een verbroken eed. Hugo van Arles werd regent van de koning van Provence tijdens Lodewijks lange periode van blindheid en was ook hertog van Provence.
Hugo had zijn oog echter op Italië laten vallen en beleende bij een verdrag in 933 het graafschap Vienne en het graafschap Provence aan Rudolf II van Bourgondië. Hierdoor ontstond het koninkrijk Arelat (of "verenigd Bourgondië") onder Rudolf II. In ruil kreeg Hugo de garantie dat Rudolf zich niet zou mengen in zijn Italiaanse aanspraken.

### Binnen het koninkrijk Arelat (933 - 1033)
Rudolf werd echter nooit erkend door de ridders in het graafschap en daarom werd Hugo de Zwarte door Rudolf aangesteld tot de eerste markgraaf van Provence. Op dat moment waren de graven van Arles en Avignon de belangrijkste heren in de regio. Rotbold van Arles was de eerste heer die de titel comes Provinciae (graaf van Provence) aannam. De zonen van Rotbold, Willem I van Provence en Rotbold II, zorgden ervoor dat de gebieden van hun vader niet verdeeld werden. Door hun gezamenlijke afstamming is het onmogelijk te bepalen wie de opvolger was van de ander.
Het koninkrijk Arelat werd opeenvolgend geregeerd door Rudolf II, Koenraad de Vredelievende en Rudolf de Luie uit het geslacht der Welfen. Hun invloed in het graafschap Provence was echter beperkt. In 1032 stierf het geslacht der Welfen uit. Na een korte successieoorlog viel Arelat toe aan keizer Koenraad II van het Heilige Roomse Rijk. Het koningschap 'Arelat' werd louter titulair.
Emma, de dochter van Rotbold II, die getrouwd was met Willem III van Toulouse werd na de dood van haar broer Willem III van Provence en haar man in 1037 erfgenaam van het graafschap Toulouse en van het graafschap Provence. Haar zoon Pons overleefde zijn moeder niet, maar haar kleinzoon Willem IV van Toulouse eiste de titel wel. De titel van graaf bleef tot 1093, de dood van Bertrand II van Provence in handen van de familie.

### Binnen het Heilige Roomse Rijk (1033 - 1366)
Het bestuur van het graafschap kwam door de veroveringsoorlogen van de Catalanen onder de graaf van Barcelona aan de zuidgrens van het gebied van het graafschap. Er waren geen nakomelingen van het huis Provence meer. De Catalanen woonden in het gebied tussen de Cevennen en de Rhône dat onder het graafschap Toulouse viel. In 1125 trouwde Ramon Berenguerius III met gravin Dulcia van Provence, de dochter van Gerberga waardoor Provence onderdeel van het graafschap Barcelona werd. Het huwelijk moest snel door de kerk gesloten worden vanwege het conflict met het huis-Toulouse. In 1076 werd Raymond IV van Toulouse graaf, maar hij steunde Aicard die sinds 1080 aartsbisschop van Arles was en deze hief de excommunicatie op. Terwijl Raymond deelnam aan de Eerste Kruistocht, zagen de religieuze leiders de kans om de machtsverhoudingen in de regio te herstellen waardoor Provence onder Catalaans bestuur kwam.
In 1125 tekende graaf Alfons Jordaan van Toulouse, de zoon van Raymond, een verdrag waarin de traditionele claim van de familie op de titel 'markgraaf van Provence' en op het markgraafschap Provence werden erkend. Het gebied ten noorden van de Durance en ten oosten van de Rhône, plus de kastelen van Beaucaire, Vallabrègues, en Argence hoorden bij het markgraafschap. Het gebied tussen de Durance, de Rhône, de Alpen en de Middellandse Zee bleef bij het huis Barcelona horen; Avignon, Pont de Sorgues, Caumont en Le Thor bleven gemeenschappelijk bezit. Het graafschap had te lijden onder twisten over de successierechten. In 1127 werden door Douce en Raymond Berengarius verdragen over de verdeling van het gebied gesloten. Na Doucia's overlijden komt op alle akten alleen nog de naam van Raymond Berengarius voor. In 1131 trouwde Raymond van Baux met Stephanie, de jongere zus van Dulcia. Die eiste de titel van graaf via de vrouwelijke lijn op alhoewel het graafschap vreedzaam aan Berengarius Raymond was overgedragen.
Het graafschap Forcalquier kwam aan Alfons II van Aragón door zijn huwelijk met Gersindis van Forcalquier. In 1193 werd het graafschap Provence onderdeel van de Kroon van Aragón. Alfons van Poitiers had het markgraafschap Provence via zijn huwelijk met Johanna verkregen maar bij het Verdrag van Meaux in 1229 werd hij gedwongen om het markgraafschap over te dragen aan het koninkrijk Frankrijk.
Toen Raymond Berengarius V in 1245 stierf, liet hij Provence en Forcalquier na aan zijn vierde dochter Beatrix, die nog ongehuwd was. Nadat ze getrouwd was met Karel van Anjou kwam het graafschap Provence in handen van het huis Anjou.

### Onafhankelijk (1366)
Tot 1366 bleef Provence officieel deel van het Heilige Roomse Rijk. Zo was keizer Karel IV nog steeds titulair koning van Arelat. Hij had echter belangrijker zaken dan Provence aan het hoofd en deed afstand van zijn rechten op de Arelatische kroon, waardoor Lodewijk van Anjou in 1366 volledig onafhankelijk werd, zonder enige leenheer.

### Provincie van Frankrijk (1481)
Na de dood van Karel III van Maine in 1481 kwamen de graafschappen Provence en Forcalquer aan Lodewijk XI van Frankrijk. Het graafschap Provence werd hiermee onderdeel van het koninkrijk Frankrijk.
Het graafschap werd nu de provincie Provence. Provence grensde aan provincie Langedoc in het westen, graafschap Venaissin in het noordwesten, provincie Dauphiné in het noorden, graafschap Nizza in het oosten en de Middellandse Zee in het zuiden.